# Otávio Dumit Gadret
Otávio Dumit Gadret CavMM (Porto Alegre, 8 de junho de 1947) é um jornalista e empresário brasileiro, fundador da Rede Pampa de Comunicação (RPC), com sede no estado do Rio Grande do Sul.

## História
Adquiriu sua primeira emissora, a Rádio Caiçara, no início dos anos 1970, aos 22 anos.
Foi presidente da Associação Gaúcha de Emissoras de Rádio e Televisão (AGERT) e vice-presidente da Associação Brasileira de Emissoras de Rádio e Televisão (ABERT). Dirigiu diversas outras entidades associativas gaúchas.
Em 2004, Gadret foi admitido pelo presidente Luiz Inácio Lula da Silva à Ordem do Mérito Militar no grau de Cavaleiro especial.
Casado com Sandra Maria Gadret, é pai de Alexandre Gadret.